# Tetraetilpirofosfato
El tetraetilpirofosfato, también conocido como TEPP, fue la primera sustancia de pirofosfato sintética potente de fósforo orgánico con acción anticolinesterásica.

## Antecedentes
Los inhibidores de la colinesterasa se utilizan principalmente en la agricultura, para el control de los insectos de cuerpo blando. Estas sustancias están formadas por compuestos de dos grupos químicos distintos: los derivados organofosforados y los carbamatos. El tetraetilpirofosfato pertenece al primer grupo.

## Historia
El compuesto tetraetilpirofosfato fue sintetizado primero por el químico ruso Vladimir Petrovich Moshnin (o Moschnine, según algunos autores), y después por el químico francés Philippe de Clermont trabajando en los laboratorios de Adolphe Wurtz en París. Clermont fue quien publicó primero sus datos en 1854, diez años antes del aislamiento de la fisostigmina.
Según la historia contada por Bo Holmstedt, Clermont describió el sabor del tetraetilpirofosfato, siendo sorprendente que haya sobrevivido a la hazaña dado el hecho de que unas pocas gotas del compuesto en la lengua pueden matar rápidamente a un humano.
El tetraetilpirofosfato se convirtió en el primer insecticida/pesticida de uso práctico, y se comercializó en Alemania con el nombre de Bladan en 1944. Aunque era efectivo contra ácaros, su elevada toxicidad en animales (1.2 mg/kg), además de ser poco estable en agua llevó a tratar de encontrar alternativas menos tóxicas. Posteriormente, al compuesto se le agregó una molécula de azufre con lo que se obtuvo el Sulfotep o tetraetilpirotiofosfato, cuya DL50 por vía oral es de 0.8 mg/kg. Sulfotep se comercializó bajo el nombre de Bladafum.
Ambos, TEPP y SulfaTEPP, marcaron el comienzo del uso de los pesticidas organofosforados, pero hoy ya han sido descontinuados debido a su toxicidad en mamíferos.

## Toxicología
En virtud de que los insecticidas organofosforados como el tetraetilpirofosfato interfieren con el metabolismo de la acetilcolina, se produce acumulación de esta última en los sitios de transmisión de neurorreceptores. La exposición produce una amplia gama de efectos clínicos que son indicativos de estimulación excesiva y masiva del sistema colinérgico, incluso efectos muscarínicos (parasimpáticos), efectos nicotínicos (simpáticos y motores) y efectos en el sistema nervioso central. Estos efectos se presentan en clínica como cefalalgia, debilidad, mareos, visión borrosa, psicosis, dificultad respiratoria, parálisis, crisis convulsivas y coma. Los datos típicos se especifican mediante la fórmula mnemotécnica SLUD (Salivación, Lagrimación, Urinaria y Defecación). Un pequeño porcentaje de pacientes puede no demostrar miosis, un dato característico diagnóstico clásico. El inicio de las manifestaciones clínicas de la intoxicación por compuestos organofosforados por lo general ocurre en el transcurso de 12 horas luego de la exposición. La medición de la colinesterasa eritrocítica regularmente es diagnóstica; cuando hay decremento de 50 % o menos de las cifras control, esto orienta hacia intoxicación importante y es una indicación para instituir 2-PAM (pralidoxima), un compuesto regenerador de la colinesterasa.
En perros, la exposición al tetraetilpirofosfato conduce a un bloqueo cardíaco y a broncoconstricción, mientras que los humanos tienen más probabilidades de desarrollar una bradicardia relativa. Los humanos pueden morir por causas respiratorias como resultado de la apnea central, la debilidad diafragmática y la broncorrea. La atropina mejora la supervivencia cuando se administra pronto y se continúa con dosis de mantenimiento adecuadas, intubación y ventilación.